# Giro di Lombardia 2011
105. edycja wyścigu kolarskiego Giro di Lombardia odbyła się w dniu 15 października 2011 roku i liczyła 241 km. Start wyścigu znajdował się w Mediolanie a meta w Lecco. Wyścig ten figurował w rankingu światowym UCI World Tour 2011 i był ostatnim wyścigiem w 2011 roku tego cyklu.

## Uczestnicy
Na starcie wyścigu stanęło 25 ekip. Wśród nich znalazło się osiemnaście ekip UCI World Tour 2011 oraz siedem innych zaproszone przez organizatorów. 
Lista drużyn uczestniczących w wyścigu:
| Numery  | Kod | Drużyna                   |
| ------- | --- | ------------------------- |
| 1-7     | OLO | Omega Pharma-Lotto        |
| 11-18   | ASA | Acqua & Sapone            |
| 21-28   | ALM | AG2R-La Mondiale          |
| 31-38   | AND | Androni Giocattoli        |
| 41-48   | BMC | BMC Racing Team           |
| 51-58   | CSF | Colnago-CSF Inox          |
| 61-67   | EUR | Europcar                  |
| 71-78   | EUS | Euskaltel-Euskadi         |
| 81-88   | FAR | Farnese Vini-Neri Sottoli |
| 91-98   | FDJ | FDJ                       |
| 101-108 | GEO | Geox-TMC                  |
| 111-116 | THR | HTC - Highroad            |
| 121-128 | KAT | Team Katusha              |

| Numery  | Kod | Drużyna                 |
| ------- | --- | ----------------------- |
| 131-138 | LAM | Lampre ISD              |
| 141-147 | LEO | Team Leopard-Trek       |
| 151-158 | LIQ | Liquigas-Cannondale     |
| 161-168 | MOV | Team Movistar           |
| 171-178 | AST | Pro Team Astana         |
| 181-188 | QST | Quick Step Cycling Team |
| 191-198 | RAB | Rabobank                |
| 201-208 | SBS | Saxo Bank Sungard       |
| 211-218 | SKY | Procycling Sky          |
| 221-228 | GRM | Garmin-Cervelo          |
| 231-238 | RSH | Team RadioShack         |
| 241-248 | VCD | Vacansoleil-DCM         |

## Klasyfikacja generalna
| M-ce | Imię i nazwisko    | Kraj       | Drużyna | Czas       |
| ---- | ------------------ | ---------- | ------- | ---------- |
| 1.   | Oliver Zaugg       | Szwajcaria | LEO     | 6h 20' 02" |
| 2    | Daniel Martin      | Irlandia   | GRM     | + 8"       |
| 3    | Joaquim Rodríguez  | Hiszpania  | KAT     | + 8"       |
| 4    | Ivan Basso         | Włochy     | LIQ     | + 8"       |
| 5    | Przemysław Niemiec | Polska     | LAM     | + 8"       |
| 6    | Domenico Pozzovivo | Włochy     | CSF     | + 8"       |
| 7    | Giovanni Visconti  | Włochy     | FAR     | + 16"      |
| 8    | Philippe Gilbert   | Belgia     | OLO     | + 16"      |
| 9    | Carlos Betancur    | Kolumbia   | ASA     | + 16"      |
| 10   | Riccardo Chiarini  | Włochy     | AND     | + 16"      |